# Una ragazza americana
Una ragazza americana (titolo originale: All American Girl) è un romanzo adolescenziale scritto da Meg Cabot e pubblicato nel 2002.Il libro si classificò al primo posto nella lista dei best seller del New York Times il 22 settembre 2002 nella categoria dei libri per ragazzi.
La storia ha per protagonista una ragazza quindicenne, Samantha Madison, che vive a Washington e frequenta la John Adams Preparatory School. Samantha ha una sola amica, Catherine, è una fan sfegatata di Gwen Stefani e si ritiene inferiore rispetto alle sue sorelle: Lucy (di 16 anni) è una cheerleader, e quindi una delle ragazze più popolari della scuola, mentre Rebecca (di 11 anni) mostra una spiccata intelligenza. Samantha è convinta anche di essersi innamorata del fidanzato di Lucy, Jack, il quale ha un carattere piuttosto ribelle.
La madre di Samantha, per migliorare i suoi brutti voti in tedesco, decide di iscriverla ad un corso di disegno, ma la prima lezione non va per il verso giusto e la ragazza abbandona l'aula, dirigendosi verso il vicino negozio di musica. Lì nota uno strano tipo che sta per compiere un attentato nei confronti del Presidente degli Stati Uniti d'America con una pistola in mano, ma lei riesce a distrarlo e a fermarlo in tempo, rompendosi un braccio. Samantha viene quindi accolta come un'eroina ed invitata ad incontrare il Presidente e la sua famiglia. Al momento dell'incontro, scoprirà che David, uno dei suoi compagni del corso, è il figlio del Presidente e proverà per lui un forte sentimento d'amore.